# Chow (stjärna)
Chow eller Beta Serpentis (β Serpentis, förkortat Beta Ser, β Ser) som är stjärnans Bayerbeteckning, är en dubbelstjärna belägen i den nordvästra delen av stjärnbilden Ormen. Den har en kombinerad skenbar magnitud på 3,65 och är synlig för blotta ögat. Baserat på parallaxmätning inom Hipparcosuppdraget på ca 21,0 mas, beräknas den befinna sig på ett avstånd på ca 155 ljusår (ca 48 parsek) från solen. Stjärnan ingår i Ursa Major Moving Group.

## Nomenklatur
Beta Serpentis ingick i den arabiska asterismen al-Nasaq al-Sha'āmī, "Norra linjen" av al-Nasaqān "De två linjerna" tillsammans med β Her (Kornephoros), γ Her (Hejian, Ho Keen) och γ Ser (Zheng, Ching).
Enligt stjärnkatalogen i Technical Memorandum 33-507 - A Reduced Star Catalog Containing 537 Named Stars, var al-Nasaq al-Sha'āmī eller Nasak Shamiya titeln för tre stjärnor: β Ser som Nasak Shamiya I , γ Ser som Nasak Shamiya II, γ Her som Nasak Shamiya III (utesluter β Her).

## Egenskaper
Primärstjärnan Beta Serpentis A är en blå till vit stjärna i huvudserien av spektralklass A2 V, eller en något utvecklad underjättestjärna av spektralklass A2 IV. Den har en massa som är nästan dubbelt så stor som solens massa, en radie som är ca 3,6 gånger större än solens och utsänder från dess fotosfär ca 69 gånger mera energi än solen vid en effektiv temperatur på ca 8 930 K. 
Följeslagaren Beta Serpentis B, med skenbar magnitud 9,7 ligger separerad med 30,6 bågsekunder och är en stjärna i huvudserien av spektralklass av K3 V.
Det finns också en visuell följeslagare, Beta Serpentis C,  av magnitud +10,98, som ligger separerad med 202 bågsekunder från primärstjärnan.